# Reunion Island Challenger 1995
Il Reunion Island Challenger 1995 è stato un torneo di tennis facente parte della categoria ATP Challenger Series nell'ambito dell'ATP Challenger Series 1995. Il torneo si è giocato a Reunion Island in Francia dal 13 al 19 novembre 1995 su campi in cemento.

## Vincitori

### Singolare
Tim Henman ha battuto in finale  Patrick Baur con il punteggio di 1–6, 6–3, 7–6

### Doppio
Yahiya Doumbia /  Fabrice Santoro hanno battuto in finale  Tim Henman /  Andrew Richardson con il punteggio di 1–6, 6–3, 6–1